# Wiener-filter
Wiener-filtering is een methode om een signaal dat vervuild is met ruis, te filteren om zo veel mogelijk ruis te verwijderen. De methode werd ontworpen door Norbert Wiener in de jaren 40.
Het voordeel van deze methode is dat het makkelijk te implementeren is in een wiskundepakket (bijvoorbeeld MATLAB). Een nadeel is de vereiste informatie over zowel het zuiver signaal als het ruissignaal. Deze signalen worden stationair verondersteld en moeten ongecorreleerd zijn. Het filter zal bijvoorbeeld goed werken bij witte gaussische ruis.
Het filter wordt gekarakteriseerd door zijn impulsantwoord {\displaystyle h}. Dit impulsantwoord is te vinden door het oplossen van de Wiener-Hopf-vergelijking:
{\displaystyle \mathrm {conv} (h,R_{xx})=R_{ss}}

## Probleemstelling
Het ingangssignaal {\displaystyle x(t)} aan het filter wordt beschouwd als een zuiver signaal {\displaystyle s(t)} dat vervuild is met additieve ruis {\displaystyle r(t)}:
{\displaystyle x(t)=s(t)+r(t)}
Het resultaat van het filter {\displaystyle {\hat {s}}(t)} wordt verkregen door een convolutie met {\displaystyle g(t)}:
{\displaystyle {\hat {s}}(t)=(g*x)(t)=g(t)*(s(t)+r(t))}
met
- {\displaystyle s(t)} het zuivere signaal
- {\displaystyle r(t)} de additieve ruis
- {\displaystyle x(t)} het vervuilde signaal
- {\displaystyle g(t)} het impulsantwoord van het filter
- {\displaystyle {\hat {s}}(t)} het gefilterde signaal

De fout {\displaystyle e(t)} is gedefinieerd als het verschil tussen het zuivere signaal en het gefilterde signaal:
{\displaystyle e(t)=s(t+\alpha )-{\hat {s}}(t)}
Daarbij is het zuivere signaal verschoven over {\displaystyle \alpha } om rekening te houden met de vertraging door het filter.
De kwadratische fout wordt dan:
{\displaystyle e^{2}(t)=s^{2}(t+\alpha )-2s(t+\alpha ){\hat {s}}(t)+{\hat {s}}^{2}(t)}
Afhankelijk van de waarde van {\displaystyle \alpha } kunnen drie soorten problemen onderscheiden worden:
- {\displaystyle \alpha >0}: voorspelling (de fout wordt kleiner als {\displaystyle {\hat {s}}(t)} lijkt op latere waarden van {\displaystyle s})
- {\displaystyle \alpha =0}: filtering (de fout wordt kleiner als {\displaystyle {\hat {s}}(t)} lijkt op {\displaystyle s(t)})
- {\displaystyle \alpha <0}: smoothing (de fout wordt kleiner als {\displaystyle {\hat {s}}(t)} lijkt op eerdere waarden van {\displaystyle s})

We kunnen de convolutie uitschrijven:
{\displaystyle {\hat {s}}(t)=\int _{-\infty }^{\infty }g(\tau )\left[s(t-\tau )+r(t-\tau )\right]\,\mathrm {d} \tau }
Substitueren in de vergelijking voor {\displaystyle e^{2}(t)} en het berekenen van de verwachtingswaarde levert:
{\displaystyle E(e^{2})=R_{ss}(0)-2\int _{-\infty }^{\infty }{g(\tau )R_{xs}(\tau +\alpha )\,\mathrm {d} \tau }+\int _{-\infty }^{\infty }{\int _{-\infty }^{\infty }{g(\tau )g(\theta )R_{xx}(\tau -\theta )\,\mathrm {d} \tau }\,\mathrm {d} \theta }}
met
- {\displaystyle R_{ss}} de autocorrelatiefunctie van {\displaystyle s(t)}
- {\displaystyle R_{xx}} de autocorrelatiefunctie van {\displaystyle x(t)}
- {\displaystyle R_{xs}} de kruiscorrelatiefunctie van {\displaystyle x(t)} en {\displaystyle s(t)}

Indien het signaal {\displaystyle s(t)} en de ruis {\displaystyle r(t)} ongecorreleerd zijn geldt het volgende:
- {\displaystyle R_{xs}=R_{ss}}
- {\displaystyle R_{x}=R_{s}+R_{r}}

Voor veel toepassingen is dit een redelijke aanname, aangezien de ruis niet afhangt van het signaal, zoals bijvoorbeeld kwantisatieruis en sensorruis.
Het doel van het filter is {\displaystyle E(e^{2})} te minimaliseren door het bepalen van een optimale {\displaystyle g(t)}.